# 신교항
신교항(新橋港)은 경상남도 거제시 사등면 창호리에 있는 어항이다. 2003년 2월 3일 어촌정주어항으로 지정하여 관리하고 있다. 시설관리자는 거제시장이다.

## 어항 연혁
- 놋다리 북쪽 아래 놋다리 마을을 분리하면서 신교(新橋)라 하였다.

## 어항 구역
- 수역: 61,400m2(거제시 사등면 창호리 18-6번지 수역)
- 육역: 10,860m2

## 어항 시설
- 방파제, 선착장

## 주요 어종
- 청각, 미역, 장어, 감성돔, 노래미, 미더덕